# Titavi FC
Titavi FC war ein samoanisches Fußballteam.

## Geschichte
Für das Team ist in der Saison 2000 eine einmalige Teilnahme an der höchsten Klasse des Landes, der Samoa National League, dokumentiert. Angaben von RSSSF zufolge handelte es sich bei Titavi FC um eine „Elitemannschaft“, die sehr stark der samoanischen Nationalmannschaft ähnelte (englisch elite squad very closely resembling the national team). Die Saison wurde mit einem Torverhältnis von 39:2 auf dem ersten Tabellenplatz abgeschlossen, wobei Titavi lediglich neun der elf möglichen Partien absolvierte.
Durch den Gewinn der Meisterschaft nahm Titavi FC an der Gruppenphase des OFC Champions Cup 2001 teil, in der das Team mit sechs Punkten hinter Tafea F.C. und AS Vénus dritter der Gruppe B wurde und aus dem Wettbewerb ausschied.

## Erfolge
- Samoa National League: 1

2000